# Tafa Mi-Soleil
Tafa Mi-Soleil, de son vrai nom Evenie Rose Thafaina Saint Louis, née le 17 mars 1998 à Fort Jacques, dans la commune de Kenscoff, est une designer, styliste, peintre et chanteuse haïtienne.

## Biographie
Tafa Mi-Soleil, est née le 17 mars 1998 à Kenscoff plus précisément à Fort Jacques. Elle est la cadette d’une famille de quatre enfants : deux filles et deux garçons. Elle fait ses études classiques au collège Saint-Louis de Bourdon jusqu'en 2017. Elle enchaîne ensuite avec des études en haute couture à la maison ménagère Anne Marie Desvarieux. Elle est chanteuse, designer styliste et peintre,.
En 2021, des collaborations telles que Mizik sove vi m, Zetwal yo konn etenn révèle la jeune chanteuse au grand public. Le 27 juin 2021, Tafa Mi-Soleil est invitée à l'émission Koze Kilti sur RFI où elle présente l'un de ses projets musicaux : Reponn, un EP de sept morceaux et deux vidéoclips.
Elle participe à plusieurs projets, avec des artistes comme Vanessa Jeudi, D-fi powèt revolte, et 35 zile. Tafa-Mi-Soleil est présentée sur la scène du spectacle « Dekò » et interprète la chanson mizik sove vi m,, une chanson originale interprétée en duo, dans un premier temps, et qui est l’œuvre du rappeur D-fi, l’un des responsables du Label Evazyon Mizik.

En juillet 2022, Tafa Mi-Soleil est accueillie au Festival Nègès Mawon dans le Centre d'art de la rue Roy, au vernissage de l'exposition Miwa Fanm, une manifestation artistique qui s'inscrit dans le cadre de la 5e édition du Festival féministe Nègès Mawon. Lors de cette exposition, dans un monologue sur le viol, un texte de Souade Labbize mis en scène par Gaëlle Bien-Aimé, Tafa Mi-Soleil arrive à rouvrir le débat sur le viol en Haïti.

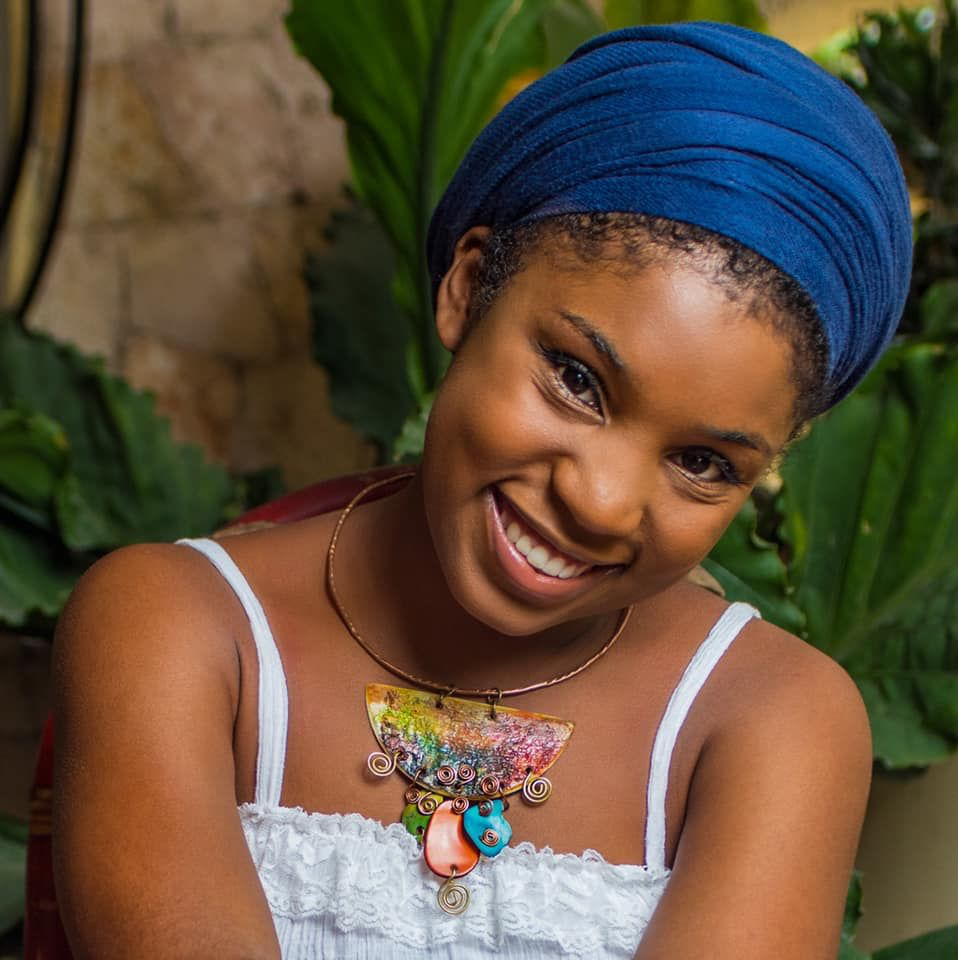
Tafa Mi-Soleil

Selon Le Nouvelliste, l'année 2022 est pour Tafa Mi-Soleil une année de collaboration. Après cinq ans de collaboration avec Evazyon Mizik, l’équipe de communication de ce label annonce dans un communiqué publié sur les réseaux sociaux la fin de la collaboration entre le label et la chanteuse Tafa Mi-Soleil. Les deux artistes annoncent officiellement leur séparation le samedi 9 avril 2022, sans en révéler les raisons.
Pendant qu'elle est en tournée aux États-Unis, où elle livre de nombreuses prestations, Émeline Michele, lui rend un hommage pour son talent via une vidéo devenue virale sur les réseaux sociaux. 

## Distinction
- Tafa Mi-Soleil s'est vu décerner, le 11 février 2023, le Trophée du créateur Argent de YouTube pour avoir atteint le seuil des 100 mille abonnés sur la plateforme de vidéo[13].

## Discographie

### EP
- Reponn, 2021
- Phoenix, 2023

### Singles
- Moso Lanmou, 2022

- Disasters fighters, 2021